# دمیرجی‌اوباسی (ساری‌یاخچی)
دمیرجی‌اوباسی (به ترکی استانبولی: Demirciobası) یک منطقهٔ مسکونی در ترکیه است که در ساری‌یاخچی واقع شده‌است.